# DN15
De DN15 (Drum Național 15 of Nationale weg 15) is een weg in Roemenië. Hij loopt van Turda via Câmpia Turzii, Luduș, Târgu Mureș, Reghin, Toplița, Poiana Largului, Bicaz en Piatra Neamț naar Bacău. De weg is 376 kilometer lang. 

## Europese wegen
De volgende Europese wegen lopen met de DN15 mee:
- Turda - Târgu Mureș
- Reghin - Toplița